# Dekanphilus gracillimus
Dekanphilus gracillimus är en mångfotingart som beskrevs av Karl Wilhelm Verhoeff 1938. Dekanphilus gracillimus ingår i släktet Dekanphilus och familjen storjordkrypare. Inga underarter finns listade i Catalogue of Life.